# Alice Auma
Alice Auma (1956-2007) fue una médium y espiritista acholi que, como líder del Movimiento del Espíritu Santo (HSM), encabezó una rebelión milenaria contra las fuerzas del gobierno de Uganda del presidente Yoweri Museveni desde agosto de 1986 hasta noviembre de 1987. Auma afirmó haber tomado el alma de un oficial del ejército muerto llamado Lakwena (que significa "mensajero"), que los acholi creían que se trataba de una manifestación del Espíritu Santo del cristianismo. La personalidad combinada de Alice Auma y el espíritu de Lakwena hizo que a menudo se la conociera como Alice Lakwena. El HSM de Auma fue finalmente derrotado en noviembre de 1987 por las fuerzas armadas ugandesas dirigidas por Museveni.

## Biografía
Alice Auma nació en 1956. Fue criada en la fe anglicana por su padre Severino Lukoya, un pastor anglicano que se convirtió en un "sacerdote sanador". Al salir de la escuela se casó con un hombre de Patiko, pero cuando descubrió que Auma era estéril, fue abandonada por él. Se volvió a casar con Alex Okello, quien la dejó por las mismas razones. En 1980, Alice trabajó como comerciante en Opit y luego como prostituta. Más tarde se convirtió al catolicismo.
Cuando en 1986, Museveni tomó el poder en Uganda, ella afirmó haberse sentido en ese momento poseída por Lakwena (el "mensajero"), que era un "espíritu de un oficial italiano políglota, que murió ahogado en el Nilo a la edad de 95 años, que le pidió a ella iniciar una guerra contra el mal". A partir de entonces tomó el nombre de Alice Lakwena. Fundó el Movimiento del Espíritu Santo (Holy Spirit Movement, HSM) que inició una guerra de guerrillas contra el Ejército Nacional de Resistencia que estaba en el poder. También afirmó ser el instrumento de otros espíritus: Nyaker, un luchador acholi, Ching Po de Corea del Norte, Franco de Zaire, Meriam, Medina y Shaban y varios espíritus islámicos. Su discurso sincrético mezcla referencias cristianas y religión acholi, y rápidamente se ganó la confianza de múltiples adeptos que integraron su propio ejército, las Fuerzas Móviles del Espíritu Santo (Holy Spirit Mobile Forces).
En octubre de 1987, envió las Fuerzas Móviles del Espíritu Santo a Kampala para luchar contra el "Lucifer Museveni", alegando que sus seguidores tomarían la capital atacando con "piedras que se convertirían en bombas y granadas". Tras el fracaso de la ofensiva, Alice Lakwena se vio obligada a exiliarse y, durante su exilio, afirmó haber encontrado una cura para el VIH/sida en 2004. Instalada en el campo de refugiados de Dadaab en Kenia, allí murió en enero de 2007.
El líder del Ejército de Resistencia del Señor, Joseph Kony, afirmó anteriormente que Auma y él eran primos, con el fin de tomar el relevo al autoproclamarse mesías y obtener el apoyo de sus electores. La propia Auma siempre se distanció de Kony y sus puntos de vista.